# Incidentes fronteiriços entre Índia e Paquistão em 2013
Os incidentes fronteiriços entre Índia e Paquistão de 2013 foram uma série de escaramuças armadas ao longo da Linha de Controle na área disputada da Caxemira. A partir de meados de janeiro de 2013, foram descritos como o "pior episódio de combates na região em quase 10 anos".  Começou em 6 de janeiro de 2013   quando, de acordo com relatórios paquistaneses, as forças indianas atacaram um posto de fronteira paquistanês, matando um soldado. As autoridades indianas afirmaram que o incidente foi uma retaliação contra anteriores violações do cessar-fogo pelo Paquistão, mas negaram ter cruzado a linha de demarcação.  Em uma segunda escaramuça em 8 de janeiro, as autoridades indianas alegaram que as forças paquistanesas atravessaram a Linha de Controle, matando dois soldados indianos.
O incidente provocou indignação na Índia e duras reações pelo exército e pelo governo indiano devido à notícia de que o corpo de um dos soldados teria sido decapitado.  O Paquistão negou estes relatos.  Em 15 de janeiro, uma terceira escaramuça teria levado à morte de outro soldado paquistanês. 
Depois das conversações entre o tenente-general Vinod Bhatia e o major-general Ashfaq Nadeem, chegou-se a um entendimento para acalmar a situação. Mas as escaramuças continuaram apesar dos esforços de paz por parte dos dois países, resultando em oito baixas indianas no total e nove baixas paquistanesas até agosto. Os civis também foram afetados negativamente pelas escaramuças de fronteira.
Em 9 de outubro de 2014, a mídia indiana afirmou que um total de nove militares e seis civis foram mortos no lado paquistanês. Doze soldados indianos e um civil foram mortos no lado indiano. 